# نعمت میرزازاده
نعمت میرزازاده یا نعمت آزرم (زاده ۱ اسفند ۱۳۱۷، مشهد) متخلص به «م. آزرم»، شاعر معاصر اهل ایران است.

نشسته از چپ (ردیف اول): سیمین بهبهانی، مهدی اخوان ثالث، ابوالحسن نجفی، محمدعلی سپانلو و شهرزاد سپانلو؛ ایستاده: اسماعیل نوری اعلا؛ نشسته از چپ (ردیف دوم): نعمت آزرم، حسن پستا، محمود مشرف آزاد تهرانی، ۱۳۵۹

## زندگی
نعمت میرزازاده در اول اسفند ۱۳۱۷ خورشیدی، در مشهد و در خانواده‌ای فرهنگی و از تبار مجاهدین انقلاب مشروطیت ایران (پدربزرگ مادری اش: آقا شیخ حسین تهرانی کوشندهٔ جنبش مشروطیت و نمایندهٔ دورهٔ اول مجلس شورای ملی ایران از تهران و پدر بزرگ پدری: میرزا حسن سرابی دبیر کمیتهٔ ایالتی حزب دموکرات خراسان) چشم به جهان گشوده و - در راستای گذرانی آرمانی و توفانی _ تحصیل و تحقیق و تدریس کرده و دانش آموختهٔ دورهٔ دکترای مردم‌شناسی و جامعه‌شناسی سیاسی از دانشگاه پاریس است.
فعالیت‌های فرهنگی نعمت آزرم از ۱۳۴۰ خورشیدی با سردبیری خراسان ادبی (تا ۱۳۴۵)و ماهنامهٔ هیرمند(۱۳۴۹–۱۳۴۶) در مشهد آغاز شده و برآیند آن تا کنون افزون بر نوشتارهای پژوهشی در گسترهٔ فرهنگ و ادب فارسی ۲۲ مجموعه شعر و ۸ دفتر پژوهش است.
نخستین مجموعه شعر نعمت آزرم: سحوری (پاییز ۱۳۴۹، تهران انتشارات رز) به فاصله یک هفته به چاپ دوم رسید و توقیف شد، اما چاپ‌های زیر زمینی بی‌شمار این کتاب از سوی ناشران گمنام تا بهار ۱۳۵۷ ادامه داشت. هنگامی که در بهار ۱۳۵۷ سانسور دولتی رسماً لغو شد مجموعهٔ شعر سحوری از سوی انتشارات (رواق به مدیریت شمس آل احمد- اسلام کاظمیه تهران) در تیراژ پنجاه هزار شماره باز چاپ رسمی شد. نعمت آزرم تا انقلاب بهمن ۱۳۵۷ سه نوبت در پیوند با کنش‌های فرهنگی‌اش زندان‌های سیاسی مشهد و تهران را به مدت‌های بلند و کوتاه تجربه کرد. واپسین بار در حکومت نظامی دولت ازهاری زندانی شد و برابر اسنادی که اندکی پس از انقلاب در کیهان و اطلاعات منتشر شد در شمار ۴۰ نفر شخصیت فرهنگی و سیاسی بود که می‌باید در کودتای نافرجام روزهای ۲۱ و ۲۲ بهمن ۱۳۵۷ به ابتکار مشترک ساواک و لشکر گارد کشته می‌شدند.
نعمت آزرم پس از انقلاب با انتشار دو مجموعه شعر گلخون: تهران اسفند ۱۳۵۸ انتشارات تیرنگ و گلخشم تابستان ۱۳۵۸ انتشارات توس در ستایش آزادی و نکوهش ارتجاع مورد تعقیب قرار گرفت و خانه و کتابخانه بزرگ و یادداشت‌های پژوهشی اش مصادره شدند.(امیرآباد شمالی (کارگر) کوچهٔ سوم، شمارهٔ ۱۰) با این همه در برابر از دست دادن همسر نویسنده‌اش رؤیا کهربایی و چندی بعد نوجوانش (نیما) اینها کمترین صدمه‌ای بود که به او رسید.
نعمت آزرم، تاریخ فرهنگ و هنر و زبان و ادبیات فارسی را (تا تعطیلی دانشگاه‌ها در سال ۱۳۶۰) در دانشگاه هنر و دانشگاه ملی ایران تدریس کرده‌است. او همچنین به عنوان عضو هیئت علمی بنیاد شاهنامهٔ فردوسی در جایگاه پژوهشگر ارشد در ویرایش علمی شاهنامه به سرپرستی مجتبی مینوی استاد ممتاز دانشگاه تهران (از پاییز ۱۳۵۱ تا پاییز ۱۳۵۵) همکاری علمی داشته‌است و نیز به عنوان عضو بخش جامعه‌شناسی شهری مؤسسه مطالعات و تحقیقات اجتماعی دانشگاه تهران از بهار ۱۳۴۹ تا بهار ۱۳۵۰ مأمور تهیه گزارش‌های علمی از ساختارها و کارکردهای آستان قدس رضوی برای آن مؤسسه بوده‌است.
نعمت آزرم از اعضای مؤسس کانون نویسندگان ایران (تهران ۱۳۴۷) و کانون نویسندگان ایران در تبعید (پاریس ۱۳۶۱ خورشیدی) است.
نعمت آزرم، از سال ۱۳۶۱ به عنوان پناهنده سیاسی در پاریس زندگی می‌کند و بارها با عنوان شاعر برگزیده ایرانی در جشنواره‌های بین‌المللی شاعران در کشورهای گوناگون شرکت داشته و هم به عنوان استاد مهمان در دانشگاه‌های آمریکا و اروپا تدریس کرده‌است.
نعمت آزرم با تأسیس ایرانکده فرهنگ و زبان فارسی از سال ۲۰۰۰ میلادی در پاریس زبان و ادبیات فارسی را زیر عنوان: چهره فرهنگ و تاریخ ایران در آینه شعر فارسی (از رودکی تا فروغ) و همچنین حافظ‌شناسی را زیر عنوان: حافظ حافظهٔ تاریخی ایران در کلاس‌های همگانی و خصوصی تدریس می‌کند. او چندین بار به‌عنوان شاعر برگزیدهٔ ایرانی در جشنواره‌های بین‌المللی شاعران شرکت داشته‌است. او همچنین به عنوان استاد میهمان در دانشگاه‌های اروپا و آمریکا تدریس کرده‌است.

## شعر، پژوهش و ویرایش
- شعر امروز خراسان (با همکاری م. سرشک) ۱۳۴۰ انتشارات توس
- تندیس منظومه نمایشی (۱۳۴۲ اروپا)
- مقدمه بر حماسه آرش (انتشارات توس، مشهد ۱۳۴۴)
- گذربان (۱۳۴۶ و ۱۳۴۹ که هر دو بار در چاپخانه توقیف شد و منتشر نشد)
- پیام (۱۳۴۷، قصیده بلند، رز)
- لیله القدر (در ۱۳۴۹ پس از چاپ توقیف شد و در ۱۳۵۷ توسط انتشارات روشناوند منتشر گردید)
- سحوری (۱۳۴۹، رز و ۱۳۵۷، رواق)
- تاریخچه و زمینه‌های تاریخی اوقاف در آستانه قدس رضوی (۱۳۴۹)
- شعرهایی از ایران (ترجمه آلمانی گزیده سحوری- کنفدراسیون جهانی دانشجویان ایرانی ۱۳۵۳)
- جان و جهان شاهنامه (۱۳۵۶) (متن درسی برای دانشگاه آزاد ایران)
- پرواز در توفان (۱۳۵۸)
- صوراسرافیل (۱۳۵۹)
- سه نامه به امام خمینی (تهران اسفند ۱۳۵۷)
- گلخون (بهمن ۱۳۵۸، تیرنگ)
- گلخشم (بهار ۱۳۶۰ انتشارات طوس)
- به هوای میهن (پاریس پاییز ۱۳۶۱)
- پادافره نامک (پاریس پاییز ۱۳۶۲)
- مسئله ملی در ایران حل شده‌است (۱۳۶۴ انتشارات پر آمریکا)
- در جشنواره بین‌المللی شاعران (مجموعه چند زبانی) رم تابستان ۱۳۶۴)
- در مه غربت (پاریس ۱۳۶۶)
- از شقایق و شبنم (کالیفرنیا ۱۳۶۷)
- در جشنواره بین‌المللی شاعران (مجموعه چند زبانی) میلان ۱۳۶۸)
- از سنگلخ و صاعقه و کاروان (۱۳۷۳، گزیده اشعار، انتشارات باران)
- ترانه نامه (برای اسماعیل خویی ۱۳۸۱)
- آفتابگردان (پاریس ۱۳۸۳)
- خورشید خیزان (پاریس ۱۳۸۵)
- میان افق‌های دیروز و فردا (پاریس ۱۳۸۴)
- پژوهش و و ویرایش:
  - - شعر امروز خراسان (باهمکاری شفیعی کدکنی) ۱۳۴۳ انتشارات توس مشهد
- - مقدمه برحماسهٔ آرش (سرودهٔ مهرداد اوستا)۱۳۴۳ انتشارات توس مشهد
- - تاریخچه و زمینه‌های تاریخی اوقاف آستان قدس رضوی ۱۳۴۹ (پژوهشی برای مو سسهٔ
- مطالعات و تحقیقات اجتماعی دانشگاه تهران، به عنوان عضو بخش جامعه‌شناسی
- شهری آن مؤسسه.
- - جان و جهان شاهنامه ۱۳۵۶ (متن درسی برای برای دانشگاه آزاد ایران
- و پس از انقلاب متن درسی برای دانشگاه هنر و دانشگاه ملی ایران با تدریس خودم.
- - مسئلهٔ ملی در ایران حل شده‌است ۱۳۶۴ چاب اول انتشارات پر. آمریکا.
- - ویرایش انتقادی شاهنامه فردوسی (بر بنیاد کهن‌ترین دست‌نویس‌های معتبر
- شناخته شده در کتابخانه‌های جهان) - پژوهشی آغاز شده از سالهای کار در بنیاد
- شاهنامهٔ فردوسی تا اکنون که حکایت همچنان باقی ست!
- - شاهنامه جوان (گزیده شاهنامه فردوسی- در نوبت چاپ)
- - نسل ستاره در شب توفان (شعر و زندگی نعمت میرزازاده)